# موفقیت تولیدمثلی

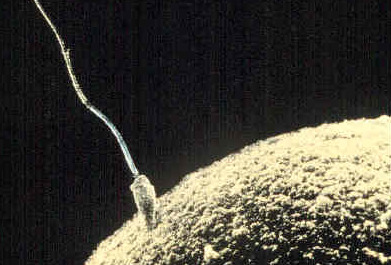
اسپرمی که تخمک را در تولید مثل جنسی بارور می‌کند یکی از مراحل موفقیت باروری است

موفقیت تولیدمثلی یا موفقیت باروری (به انگلیسی: Reproductive success) عبارت است از تولید فرزندان در هر دوره تولیدمثلی یا در طول عمر. این به تعداد فرزندان تولیدشده توسط یک فرد محدود نمی‌شود، بلکه به موفقیت باروری خود این فرزندان نیز محدود می‌شود.